# Alfred Jarry
Alfred Jarry (Laval, Franciaország, 1873. szeptember 8. – Párizs, 1907. november 1.) francia drámaíró, az abszurd dráma atyja, a patafizikusok legfőbb hivatkozása; a „diákcsínyekből lepárolt rémbohózat”, az Übü király szerzője.

## Élete
Jarry breton kőműves ősöktől származott. Apja kereskedő volt. Könnyedén, virtuózan írt verseket, tizenkét éves korától egymás után több verses bohózatot írt. Tizenöt éves korától a rennes-i gimnáziumba járt, ahol kitűnően tanult. Az iskolában bizonyos Hébert tanár úr, a fizikatanár lehetett legfőbb ellensége, Übü király, a Lengyel figurája ugyanis ennek az embernek a gyilkos paródiája. Tizenöt éves korában írta a művet, megteremtve egy visszataszító, hálátlan, gyáva, kapzsi, gyilkos, zsarnok gyermeteg karaktert. A darabot (amely mellesleg egy shakespeare-i királydáma-paródia is) 1896-ban mutatták be, és botrányt keltett.
1891-ben a párizsi IV. Henrikről elnevezett líceumban Henri Bergson tanítványa, Léon-Paul Fargue osztálytársa volt. Rövidesen kapcsolatba került a szimbolistákkal. Költészetükben őt a nyelvi lelemények, a polgárpukkasztás vonzották, így az avantgárd egyik előfutárának tekinthető. Imádta Stéphane Mallarmét, szorgos munkatársa lett a vezető szimbolista folyóiratnak (Mercure de France), aztán a Revue Blanche-nak.
Jarry egyre többet dolgozott és egyre többet ivott. Tudós vagy humoros cikkeket, filoszkodó dolgozatokat, regényeket és színműveket, operettlibrettókat írt. Fordította Coleridge, Stevenson, Grabbe műveit. Megírta A patafizikus Faustroll doktor cselekedetei és nézetei című könyvét (1911), amelynek hőse az elmanósított Faust, aki hatvannyolc éves korában született, és annyi is maradt, és aki világ körüli csónakútra indult egy szárazföldi hajóval. A könyvben Homérosztól a Biblián át Jarry korának irodalma, festészete és tudománya, az európai kultúra szimbolista-szürrealista szintézise fogalmazódik meg. A regény többek között stílusparódia, mert Faustroll valójában a művészet szigeteit látogatja meg, és fantasztikus utazása egy „így írtok ti" is.
A Faustroll később a patafizikusok bibliája lett.

„Önök Übü papában olyan célzást láthatnak, amilyent akarnak, vagy csak egyszerű bábfigurát, akit egy tanáráról mintázott tanítványa, s aki a világ minden groteszkségét képviselte a diák szemében.”

– Jarry

„Nos, barátaim, véleményem szerint, eccerűen mérgezzük meg a királyt, arzént kevervén az ebédjébe! Alighogy belélefetyel, holtan lefordul, s attól kezdve én vagyok a király.”

– Übü

„Isten a zéró és a végtelen érintkezési pontja.”

– Faustroll

## Fontosabb művei

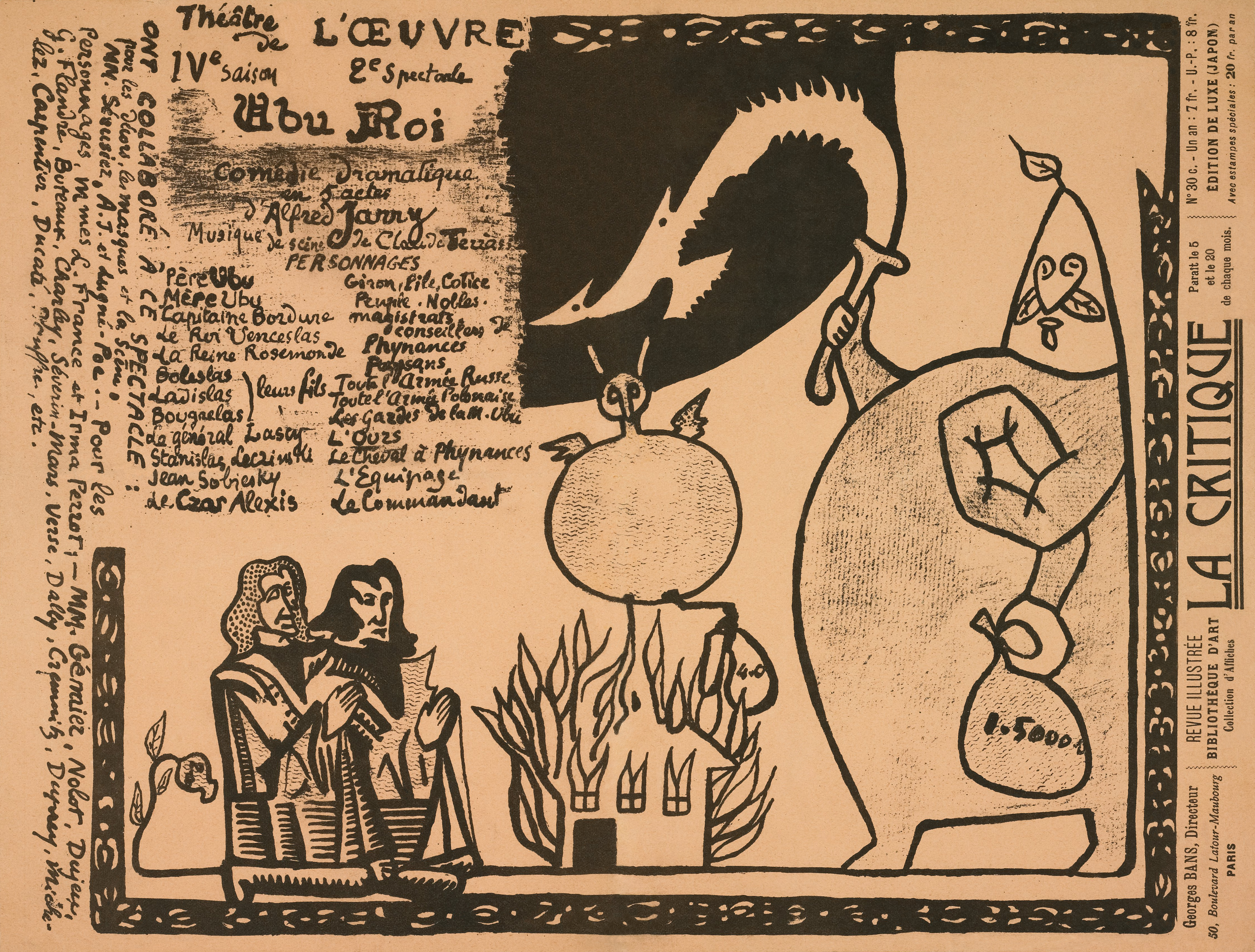
Az Übü király bemutatójának plakátja, 1896

- Ubu roi – Übü király (ford. Jékely Zoltán)
- Ubu enchaîné – A láncravert Übü (ford. Jékely Zoltán)
- Gestes et opinions du docteur Faustroll, pataphysicien – A patafizikus Faustroll doktor cselekedetei és nézetei (ford. Csímár Péter)
- Le Surmâle – A Szuperhím (ford. Pál Ferenc, új fordítás: Csímár Péter)
- Ubu sur la Butte – Übü a csúcson (ford. Jákfalvi Magdolna)
- Ubu cocu – A felszarvazott Übü (ford. Jákfalvi Magdolna)

## Magyarul
- Übü király avagy Komédia. A lengyelek; ford. Jékely Zoltán, ill. Kondor Béla; Európa, Budapest, 1966
- Két Übü-dráma / Übü király / A láncra vert Übü; ford. Jékely Zoltán, utószó: Bajomi Lázár Endre, ill. a szerző; Európa, Budapest, 1978
- A szuperhím; ford. Pál Ferenc; Danube Budapest Rt., Budapest, 1991
- Az Übük; összeáll., szerk. Jákfalvi Magdolna, ford. Jékely Zoltán, Jákfalvi Magdolna, versford. Kappanyos András; Orpheusz–Fekete Sas, Budapest, 1997
- A patafizikus Faustroll doktor cselekedetei és nézetei. Új-tudományos regény (kétnyelvű, ford. Csímár Péter, utószó Bajomi Lázár Endre; tpm, Szentendre, 2011
- Übü király / Az agytalanítás nótája / A láncravert Übü (kétnyelvű, ford. Jékely Zoltán, Weöres Sándor; tpm, Szentendre, 2011)
- A szuperhím. Modern regény (kétnyelvű, ford. Csímár Péter, versford. Pál Ferenc; TPM, Szentendre, 2016)